# Verrallina panayensis
Verrallina panayensis är en tvåvingeart som först beskrevs av Frank Ludlow 1914.  Verrallina panayensis ingår i släktet Verrallina och familjen stickmyggor. Inga underarter finns listade i Catalogue of Life.